# Sabiha Sertel

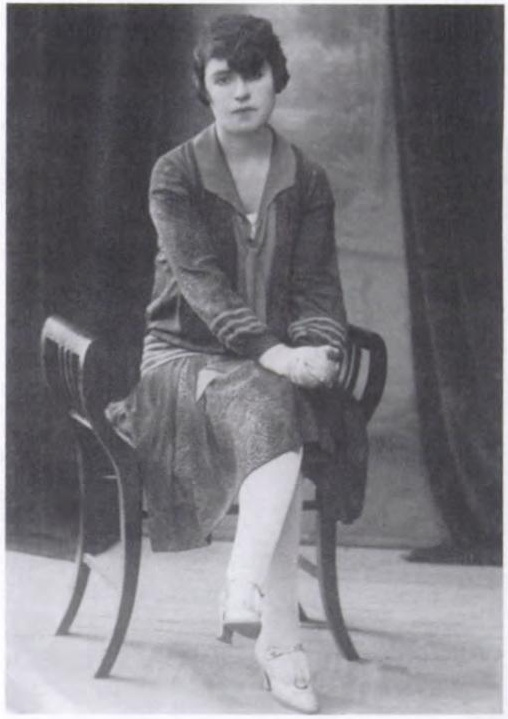
Sabiha Sertel (1895–1968)

Sabiha Sertel (* 1895 in Selânik, Osmanisches Reich; † 2. September 1968 in Baku) war die erste türkische Journalistin.
Die Mittelschule schloss Sabiha Sertel an dem İnas Lisesi sowie an einer französischen Schule ab. Danach studierte sie an der Columbia University. Nach der griechischen Invasion in Selânik 1912 flüchtete sie mit ihrer Familie nach İstanbul. 1915 heiratete sie den Journalisten Mehmet Zekeriya Sertel. Sie arbeitete für das Magazin Resimli Ay und war Miteigentümerin der oppositionellen Zeitung „Tan“. Sertels 1968 veröffentlichte Biographie, Roman Gibi, wurde 2019 vom Übersetzerpaar David Selim Sayers und Evrim Emir-Sayers ins Englische übersetzt und von Bloomsbury/I.B. Tauris unter dem Namen The Struggle for Modern Turkey: Justice, Activism and a Revolutionary Female Journalist veröffentlicht.

## Einzelbelege
1. ↑  John M. VanderLippe: The Politics of Turkish Democracy: İsmet İnönü and the Formation of the Multi-party System 1938–1950. SUNY Press, 2005 (ISBN 9780791464359), S. 124
2. ↑  Camilla Dawletschin-Linder: Diener seines Staates (Band 6 von Turkologie und Türkeikunde). Wiesbaden: Otto Harrassowitz Verlag 2003 (ISBN 9783447047401), S. 128
3. ↑  https://www.bloomsbury.com/us/struggle-for-modern-turkey-9781838604448/

| Personendaten    | Personendaten                          |
| ---------------- | -------------------------------------- |
| NAME             | Sertel, Sabiha                         |
| KURZBESCHREIBUNG | erste weibliche türkische Journalistin |
| GEBURTSDATUM     | 1895                                   |
| GEBURTSORT       | Selânik, Osmanisches Reich             |
| STERBEDATUM      | 2. September 1968                      |
| STERBEORT        | Baku                                   |